# Фауна Гавайев

«Фауна Гавайев, или Зоология Сандвичевых (Гавайских) островов». — Том 3. Часть 1 Diptera (1901).

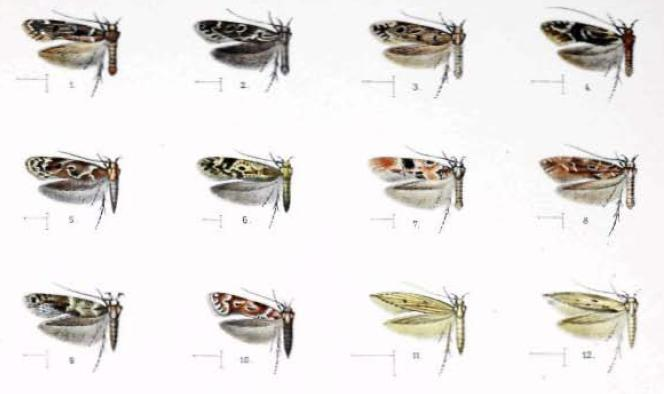
Иллюстрации эндемичного гавайского рода Hyposmocoma семейства роскошных молей (Cosmopterigidae): 1. Hyposmocoma subscolopax, 2. Hyposmocoma tetraonella, 3. Hyposmocoma somatodes, 4. Hyposmocoma belophora, 5. Hyposmocoma turdella, 6. Hyposmocoma subcitrella, 7. Hyposmocoma inflexa, 8. Hyposmocoma brevistrigata, 9. Hyposmocoma discolor, 10. Hyposmocoma fuscotogata, 11. Hyposmocoma radiatella и 12. Hyposmocoma barbata.

«Фауна Гавайев, или зоология Сандвичевых (Гавайских) островов» (англ. Fauna Hawaiiensis or the zoology of the Sandwich (Hawaiian) Isles) — трёхтомное научное издание, публиковавшееся в 1899—1913 годах под редакцией английского врача и энтомолога Дэвида Шарпа, посвящённая фауне Гавайев.

## Содержание

### Том 1
- Часть 1 Hymenoptera Aculeata
- Часть 2 Macrolepidoptera
- Часть 3 Hymenoptera Parasitica
- Часть 4 Vertebrata
- Часть 5 Microlepidoptera
- Часть 6 Introduction (Введение)

### Том 2
- Часть 1 Orthoptera
- Часть 2 Neuroptera
- Часть 3 Coleoptera I (Phytophaga) & II (various)
- Часть 4 Mollusca. Annelida
- Часть 5 Arachnida. Crustacea
- Часть 6 Hemiptera supplement (дополнение), Hymenoptera supplement (дополнение), other groups supplement (дополнение к другим группам)

### Том 3
- Часть 1 Diptera
- Часть 2 Hemiptera
- Часть 3 Coleoptera III (Caraboidea)
- Часть 4 Macrolepidoptera supplement (дополнение). Thysanura, Collembola, Mallophaga, Myriapoda, Arachnida supplement (дополнение)
- Часть 5 Coleoptera IV (various)
- Часть 6 Coleoptera V (various). Thysanoptera, Strepsiptera, Acarina